# Jerusalemsyndromet

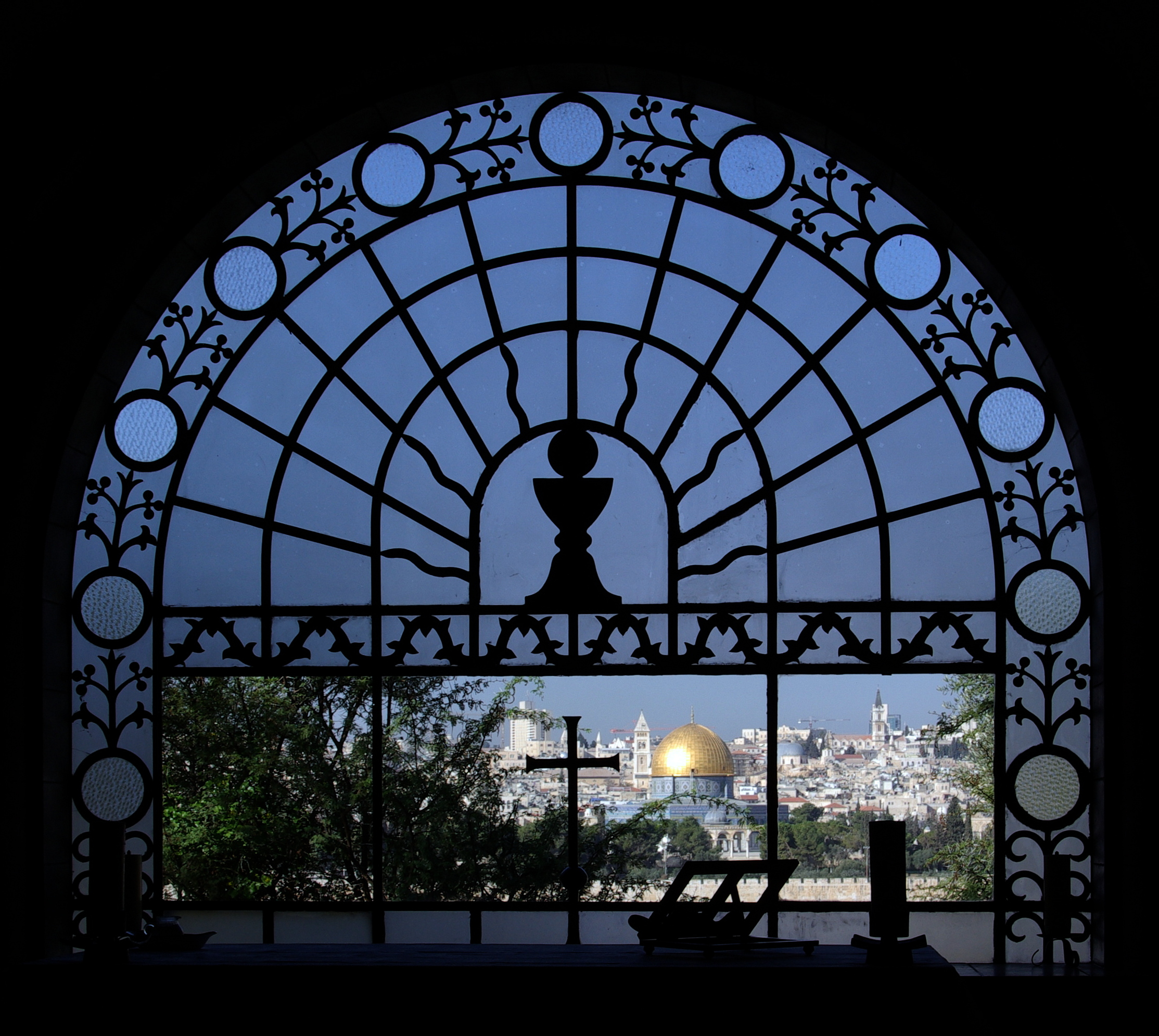
Jerusalem genom korfönstret i Jesu tårars kyrka.

Jerusalemsyndromet är en psykos som drabbar ungefär 20 personer per år, och yttrar sig genom att en person som besöker Jerusalem tror sig vara en biblisk person. I de flesta fall uppstår inte sjukdomen under vistelsen i Jerusalem, utan snarare är det så att personer med denna form av störningar väljer att resa dit för att sedan, efter framkomsten, låta sina vanföreställningar få fritt spelrum.